# Mentos
Mentos est une marque de confiserie du groupe italien Perfetti Van Melle. Leur produit se présente sous la forme d'une pastille dragéifiée disponible en différents parfums (fruit, fresh cola, etc.), vendue en tubes.
Mentos a été créé à Breda aux Pays-Bas en 1932, il s'agit à l'origine de bonbons au menthol, lui donnant son appellation. En France elle est apparue depuis 1978.
Aujourd'hui, il existe des chewing-gums sous forme de cube avec un liquide à l’intérieur et sous différents parfums.
En 2015, la marque s'est associée avec Pantone Colorwear pour lancer une collection reprenant les couleurs des mentos.
À l'origine, vendus en tube, d'emballage aluminium et papier, contenant des bonbons mous dragéifiés.
On trouve également aujourd'hui des bonbons durs, à la menthe forte, vendus dans des petites boîtes en métal.
Le bonbon est également connu pour réagir avec les boissons gazeuses, voir l'article effet geyser du mélange Mentos-boisson gazeuse.

## Galerie

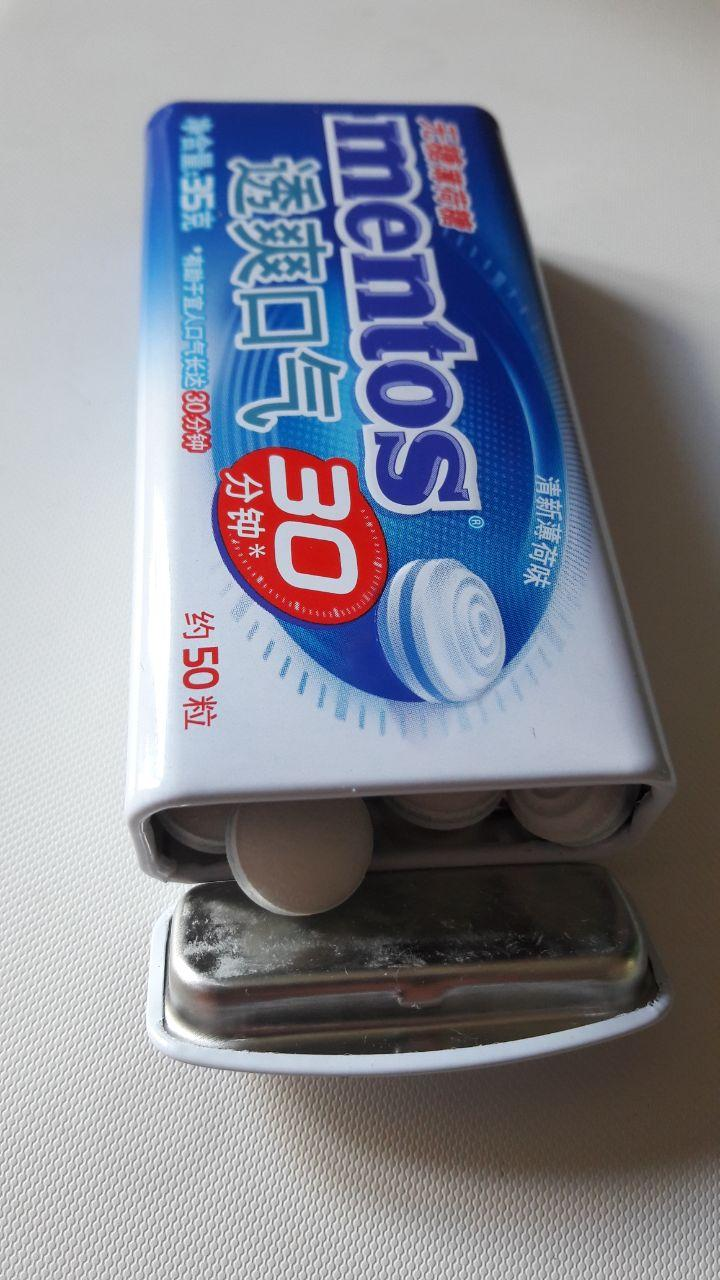
Boîte de Mentos en Chine.
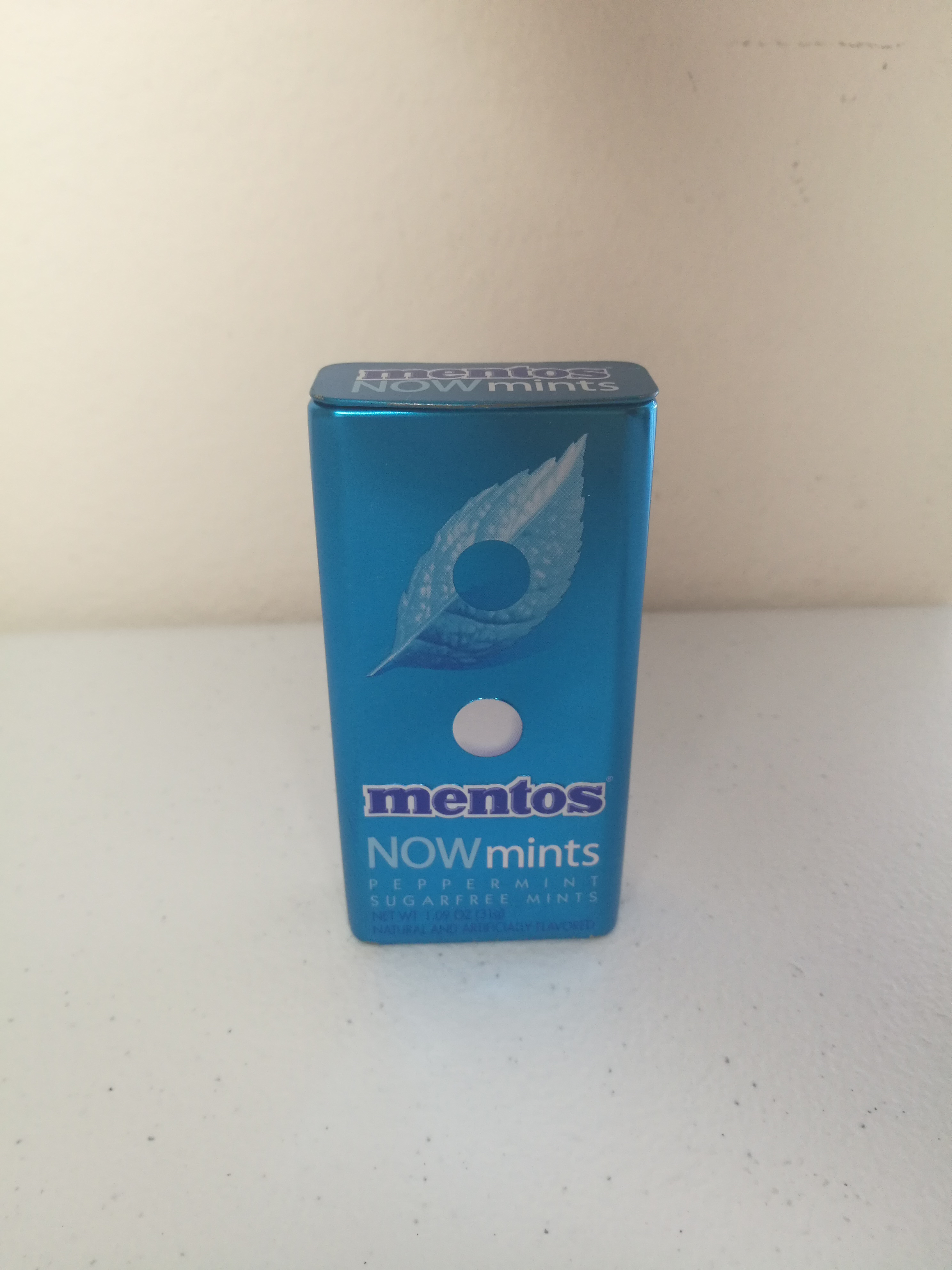
Boîte en métal (pays anglophone).
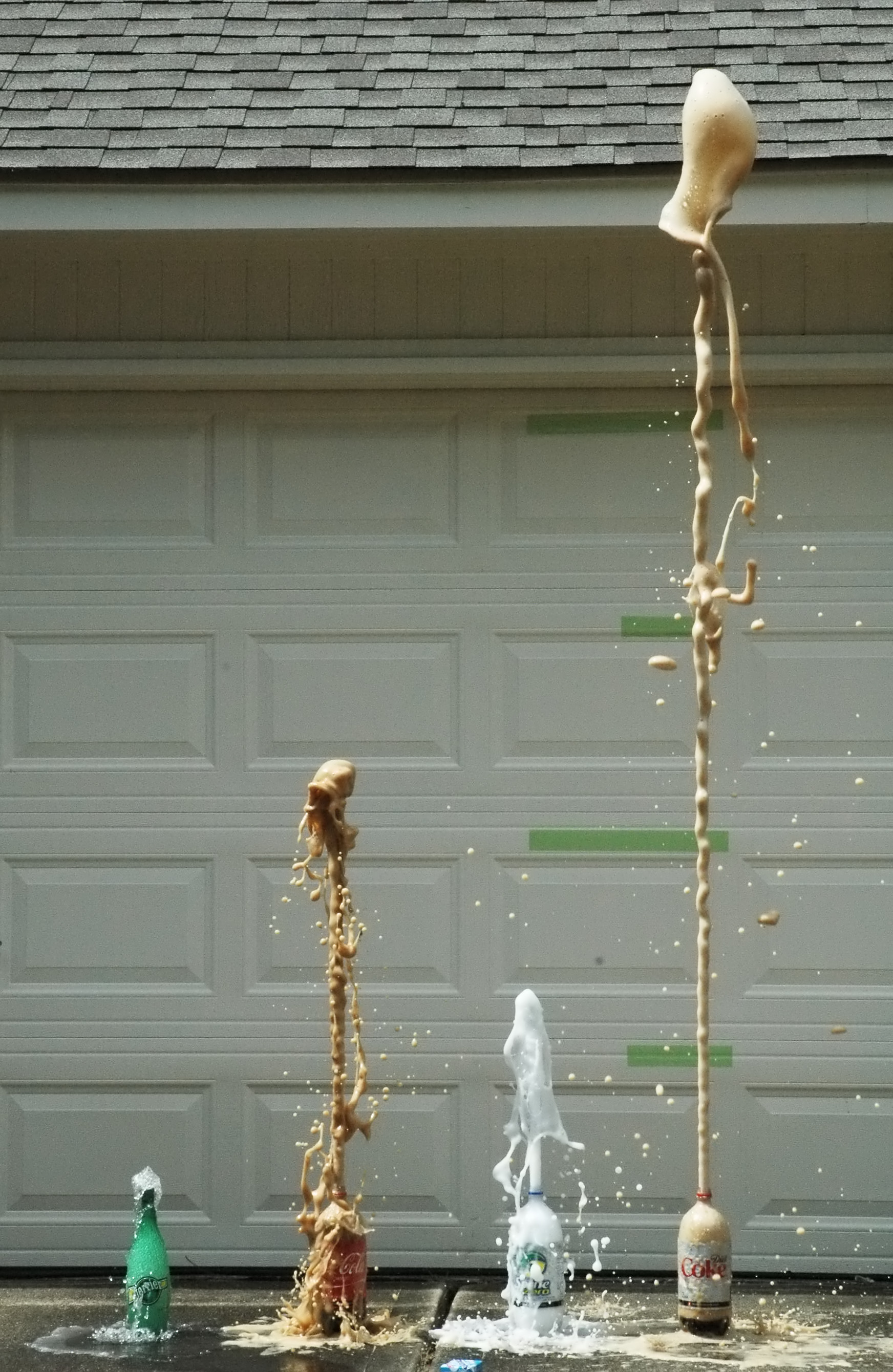
Effet de Mentos sur une boisson au cola.